# Clément Secchi
Clément Secchi, född 4 maj 2000, är en fransk simmare.

## Karriär
Clément Secchi ingick i det franska lagkappslaget som tog brons på 4x100 meter medley.